# Fritz Herkenrath
Friedrich Herkenrath, plus connu sous le nom de Fritz Herkenrath, né le 9 septembre 1928 à Cologne en Province de Rhénanie, et mort le 18 avril 2016, est un joueur de football international allemand qui évoluait au poste de gardien de but.

## Biographie

### Carrière en club
Avec le Rot-Weiß Essen, il remporte un championnat de RFA et une Coupe de RFA.
Avec cette même équipe, il joue deux matchs en Coupe d'Europe des clubs champions.

### Carrière en sélection
Avec l'équipe de RFA, il joue 21 matchs (pour aucun but inscrit) entre 1954 et 1958. 
Il joue son premier match en équipe nationale le 26 septembre 1954 contre la Belgique et son dernier le 24 septembre 1958 contre le Danemark.
Il figure dans le groupe des sélectionnés lors de la coupe du monde de 1958. Lors du mondial organisé en Suède, il joue cinq matchs et son équipe atteint les demi-finales de la compétition.

## Palmarès
Rot-Weiß Essen
- Championnat de RFA (1) :
  - Champion : 1954-55.

- Coupe de RFA (1) :
  - Vainqueur : 1952-53.